# Голубой карбункул
«Голубой карбункул» (англ. The Adventure of the Blue Carbuncle) — произведение из серии «Приключения Шерлока Холмса» Артура Конана Дойля. Впервые опубликовано Strand Magazine в январе 1892 года. На русский язык этот рассказ впервые переведён в 1905 году Фёдором Латернером под названием «История голубого алмаза». Экранизировался несколько раз: в 1923, 1968, 1979 и 1984  годах.

## Сюжет
27 декабря Ватсон приезжает к Холмсу, чтобы поздравить его с Рождеством. Холмс поведал ему историю, как к нему попала старая шляпа и рождественский гусь, проявив при этом свой дедуктивный метод. Приходит человек, нашедший гуся и показывает Холмсу, что в зобу птицы обнаружен драгоценный камень.
Казалось бы, простое, даже комичное дело; но, как выяснилось потом, было совершено преступление — из отеля «Космополитен» украли драгоценнейший голубой карбункул из шкатулки графини. И самое интересное, что преступник спрятал этот камень внутри одного из гусей, которых разводит его сестра, дав проглотить гусю камень. Но потом, забирая гуся себе, он просто перепутал двух одинаковых птиц, взяв не того. Гуси были проданы до Рождества по городу, и теперь преступник ищет того, кому же этот гусь достался. Случайно он выходит на Холмса, выяснявшего с Ватсоном происхождение гуся сначала в трактире у Британского музея, а затем на рынке в Ковент-Гардене, с целью проверить виновность обвинённого в краже паяльщика Хорнера. У Холмса был и гусь (доставшийся случайно, как и шляпа), и извлечённый из него карбункул. В результате Холмс узнал всё об этом деле и изобличил настоящего преступника — Джеймса Райдера. Однако, уверенный, что тот не будет впредь обвинять невиновного Хорнера, он отпускает преступника, всего лишь постыдив его, при этом сказав, что в Рождество нужно прощать грехи.

## Русские переводы
На русский язык рассказ впервые переведён в 1905 году Фёдором Латернером под названием «История голубого алмаза».
В 1966 году был опубликован перевод А. Матвеевой. Переиздан в 1983 году.